# الدملوة
قلعة الدملؤة عرفت باسم قلعة «المنصورة»، وهذا هو الاسم المعروف لها عند أهالي القرى القريبة منها خاصة قرى الأعروق، إلى درجة أن من يسمع اسم قلعة الدملؤة في المناطق المحيطة بها يستغربه وينكره. 

## أصل التسمية
وللاسم قصة؛ نسبة إلى الإمام المنصور، الذي تحصن بها في فترة من فترات تاريخ اليمن. لكن اسمها السابق هو قلعة الدملؤة. وهناك اسطورة أو حكاية شعبية متداولة في تلك المناطق عنها وهي من أعجب الحكايات التي جمعت بين الحقيقة والخيال الاسطوري.
وهي حكاية (الخلي)_(الطيار وقلعة المنصوري) وتعالج تلك الحكاية ظلم الإمام وكرامة أولياء الله وانتصارهم على الظالمين. وقد وثق هذه الحكاية صبري الحيقي في روايته الشعرية ((أوراق من سيرة الفيض)) المنشورة في (مجلة الحكمة) الأدبية، الصادرة عن اتحاد الأدباء والكتاب اليمنيين، العددان 245_246، 2007.

## موقع
تقع قلعة الدملؤة في مديرية الصلو بمحافظة تعز في الجمهورية اليمينة، تواترت المعلومات والإشارات عن المؤرخين الإخباريين حول قلعة الدملؤه نظراً لموقعها الطبيعي الحصين وإضافة تحصينات دفاعية متينة حولها من قبل حكام الدول التي تعاقبت عليها مما زاد من شهرتها.

## تاريخ
ويشير «الهمداني» أن الدملؤة من عجائب اليمن التي ليس في بلد مثلها بما يقول: «قلعة الجؤه لأبي المغلس في أرض المعافر وهي تطلع بسلم فإذا قلع لم تطلع.» وفي موضع آخر (بسلمين في السلم الأسفل منها «أربع عشرة ضلعاً» والثاني فوق ذلك «أربع عشرة ضلعاً» بينهما المطبق وبيت الجرس على المطبق بينهما، ورأس القلعة يكون «أربعمائة ذراع» في مثلها فيها المنازل والدوار، وفيها مسجد جامع فيه منبر، وهذه القلعة ثنيه من جبل الصلو يكون سمكها وحدها من ناحية الجبل الذي هي منفردة منه (مائة ذراع) عن جنوبها، وهي عن شرقها من خَدِيرْ إلى رأس القلعة مسيرة ساعتين، وكذلك هي من شمالها ما يصل وادي الجنات وسوق الجؤه، ومن غربها بالضعف في السمك مما عليه جنوبها، وبها مرابط خيل، ومنهلها الذي يشرب منه أهل القلعة مع السلم الأسفل غيل عذب لا بعده وفيه كفايتهم، وباب القلعة في الجهة الشمالية، وفي رأس القلعة عدد من الصهاريج ومساقط مياه القلعة تهبط إلى وادي الجنات من شمالها ثم المأتي شمال سوق الجؤه إلى خَدير، وفي فترة حكم الدولة الصليحية (439 - 532 هجرية) تمكن الملك «علي بن محمد الصليحي» من الاستيلاء على قلعة الدملؤه بعد صراع عنيف وحصار طويل لحامية «بني نجاح» التي كانت مسيطرة على القلعة عام (452 هجرية).
كما يشير الدكتور/ محمد يحيى الحداد في كتابه تاريخ اليمن السياسي أن منصور بن المفضل بن أبي البركات سلم محمد بن سبأ ما كان يتفضره من المعاقل والمدن التي انتقلت إليه بعد وفاة السيدة أروى بنت أحمد الصليحي واتخذ محمد بن سبأ "قلعة الدملؤة" مقراً رئيساً له وأقام فيها إلى أن توفي في عام "548هجرية" واستمرت بعده سيطرة بني زريع عليها في عهد السلطان "عمر بن محمد بن سبأ" الملقب بالمكرم" حتى عام "560" هجرية وخلال عهد الدولة الرسولية يشير "الخزرجي" في كتابه "العقود اللؤلؤية" إلى أن الملك المظفر "يوسف بن عمر" استولى عليها عام "648 هجرية" وظلت تحت سيطرة ملوك بني رسول حيث دلت على ذلك الشواهد الأثرية المتناثرة حول "قلعة الدملؤة" والتي ما زالت موجودة حتى اليوم متناثرة مهملة على الأرض تحاور الزمن الماضي القديم الذي أعطاها الأهمية الكبرى التي ما زالت حديث الجميع في كل مكان من أرجاء الجمهورية وأصبحت أسطورة تحكى وستظل تلك النقوش والشواهد تجذب إليها الزوار والسياح وهذا دليل على عراقة بلادنا اليمنية التي ما زالت تزخر بالحضارة والتاريخ والآثار القديمة.
منها عتبة المدخل المؤرخ عام (778 هجرية)، وهي كتله حجرية ضخمة وطولها حوالي (1.8 متراً)، وعرضها حوالي (60 سم) مكسورة نصفين عليها كتابة بخط النسخ البارز تتألف من ثلاث أسطر تقرأ 
«بسم الله الرحمن الرحيم أنا فتحنا لك فتحاً مبيناً ، أمر بعمارته مولانا ومالك عصرنا السلطان بن السلطان العالم العادل ضرغام الإسلام غياث الأنام سلطان الحرمين والهند واليمن مولانا السلطان الأفضل من الأنام والملك المجاهد أمير المؤمنين "العباس بن علي بن داود بن يوسف بن عمر بن علي رسول" خلد الله ملكه ونصره، رفعت العتبة المباركة بتاريخ الرابع والعشرين من رجب الأصم سنة (ثمان وستين وسبعمائة) مؤيداً بالنصر والتوفيق وصلى الله على محمد وآله وصحبه وسلم»
وتوالى الاهتمام بالحصن في الفترات اللاحقة للدولة الرسولية حيث دعى الأمام «محمد بن أحمد بن الحسين أبي القاسم» المعروف «بصاحب المواهب» دعى لنفسه عام (1098 هجرية) من حصن المنصورة بالصلو وأعلن الإمامة خلفاً لأبيه.

## شواهد أثرية وحضارة مرمية على الأرض
منها عتبة المدخل المؤرخ عليها عام «778هجرية» وهي كتلة حجرية ضخمة طولها حوالي «1.8 متراً» وعرضها حوالي «60 سم» مكسورة إلى نصفين عليها كتابة بخط النسخ البارز تتألف من ثلاثة أسطر تقرأ كالتالي «بسم الله الرحمن الرحيم إنا فتحنا لك فتحاً مبيناً» أمر بعمارته مولانا ومالك عصرنا السلطان بن السلطان العالم العادل «ضرغام الإسلام غياث الأنام سلطان الحرمين والهند واليمن مولانا السلطان الأفضل من الأنام والمجاهد الملك أمير المؤمنين العباس بن علي بن داؤود بن يوسف بن عمر بن علي بن رسول خلد الله ملكه ونصره رفعت العتبة المباركة بتاريخ الرابع والعشرين من رجب الأصم سنة ثمان وستين وسبعمائة مؤيداً بالنصر والتوفيق وصلى الله على محمد وآله وصحبه وسلم» وتوالى الاهتمام بالحصن في الفترات اللاحقة للدولة الرسولية حيث دعى الإمام محمد بن أحمد بن الحسين أبي القاسم المعروف «بصاحب المواهب». 
دعى لنفسه عام "1098 هجرية" من حصن المنصورة "الدملؤة بالصلو وأعلن الإمامة خلفاً لأبيه.

## أسرار وخبايا ملوك الجاهلية والإسلام
توجد الكثير من الكنوز والخبايا التي ما زالت مدفونة بداخلها في الكثير من الأماكن التي لم يستطع أحد أن يعثر عليها حتى الآن، فالدملؤة التي أصبحت المسالك إليها منعدمة ومستحيلة بسبب انعدام الطريق التي كانت تسلك من وإلى داخل القلعة وبعد أن تهدمت مدرجاتها التي كانت من الصخر الصلب تمتد حتى باب القلعة الذي يقع في الجهة الشمالية للقلعة كما تحدث عنها الهمداني في وصف آخر في كتابه "صفة جزيرة العرب حيث قال: "عنها إنها مخزن ذخائر الملوك وكنوزهم في الجاهلية والإسلام". 
كلمات مختصرة تحمل في طياتها ألف قصة ورواية عن حقب مهمة من حِقب التاريخ التي توالت على قلعة الدملؤة كما تشير كتب التاريخ أيضاً.
لهذه القلعة تاريخ ارتبط بالدول اليمنية القديمة كالدولة الحميرية التي لا تزال بعض الأسوار موجودة وحتى تشهد اليوم بفن ومهارة البناء المعماري اليمني.